# Església del Salvador de Tabuado
L'Església del Salvador de Tabuado és una església romànica que es troba a Tabuado, al municipi de Marco de Canaveses, a Portugal. La data de fundació probable n'és de mitjans del segle xiii. Al segle xvi s'afegiren pintures murals a l'absis, que representen Crist amb Joan Baptista i Jaume el Maior.(2) El 1944 fou classificada com a Immoble d'Interés públic i forma part de la Ruta del romànic.(1)